# Vorschubrüstung

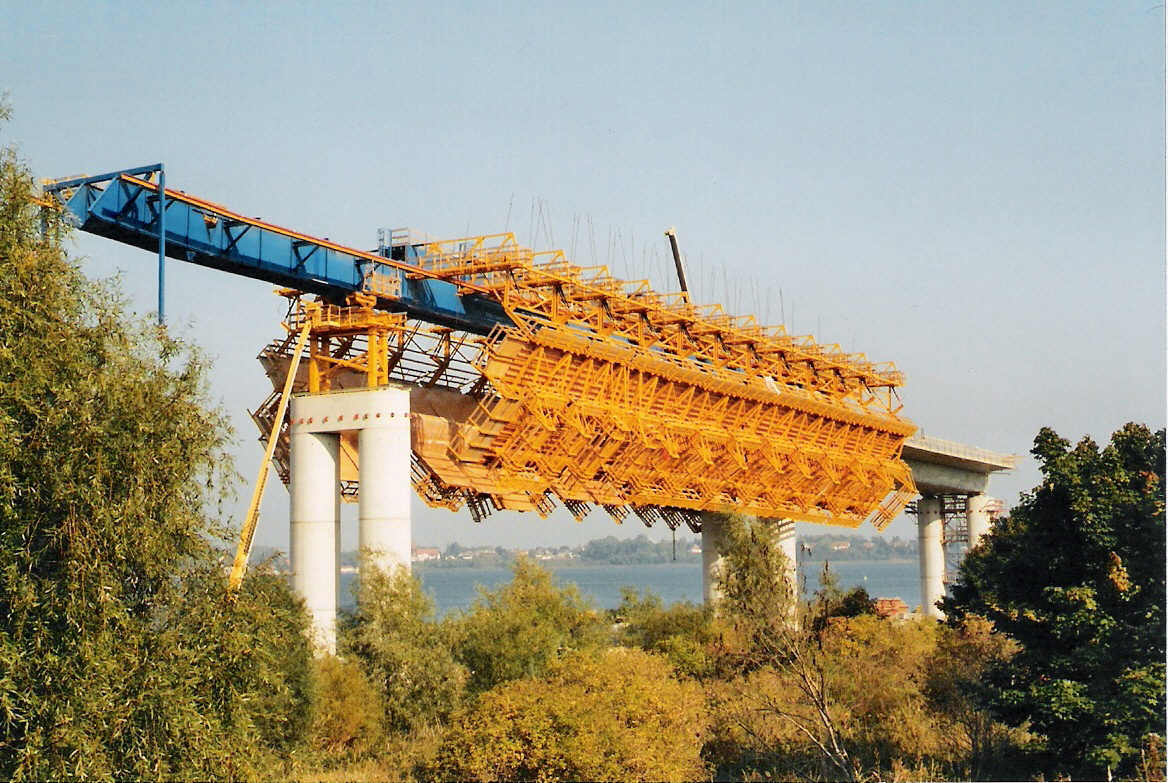
Vorschubrüstung mit obenliegender Rüstung (Strelasundbrücke)

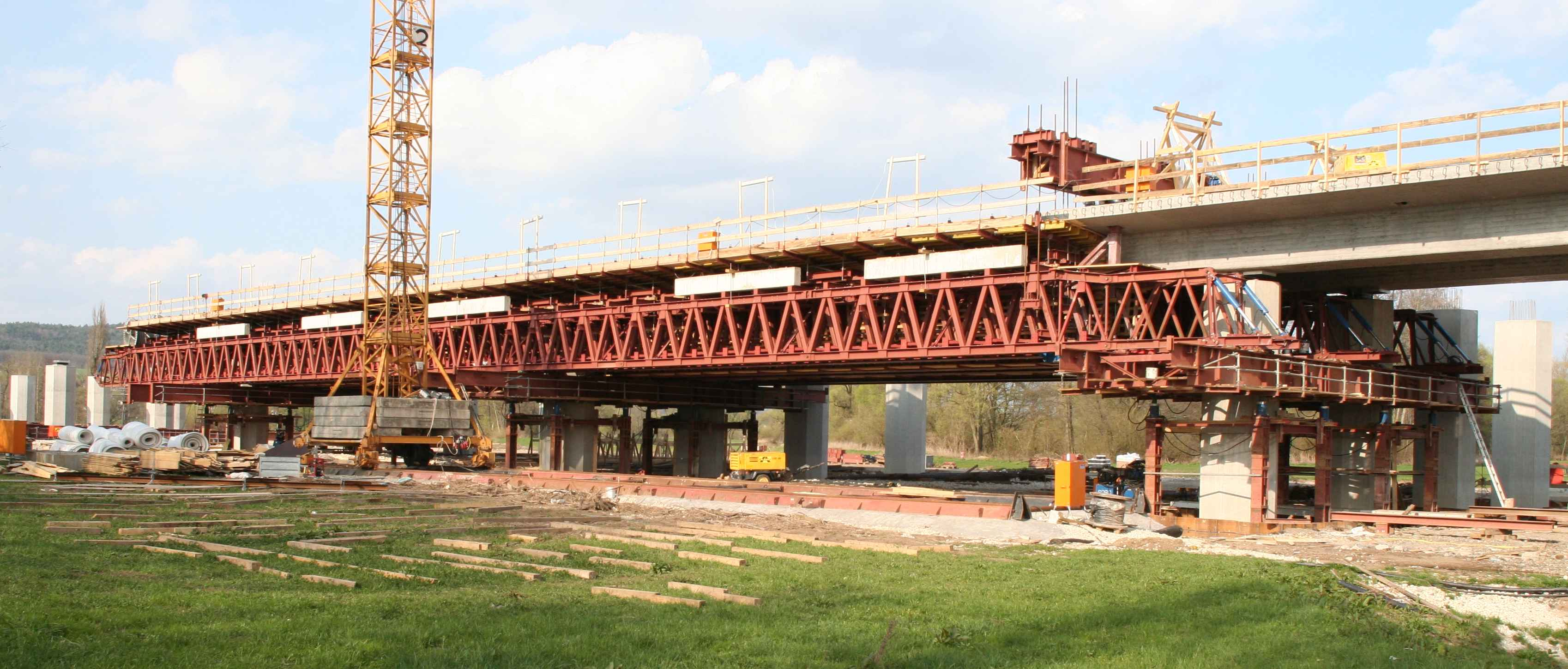
Vorschubrüstung mit untenliegender Rüstung (Maintalbrücke Lichtenfels)

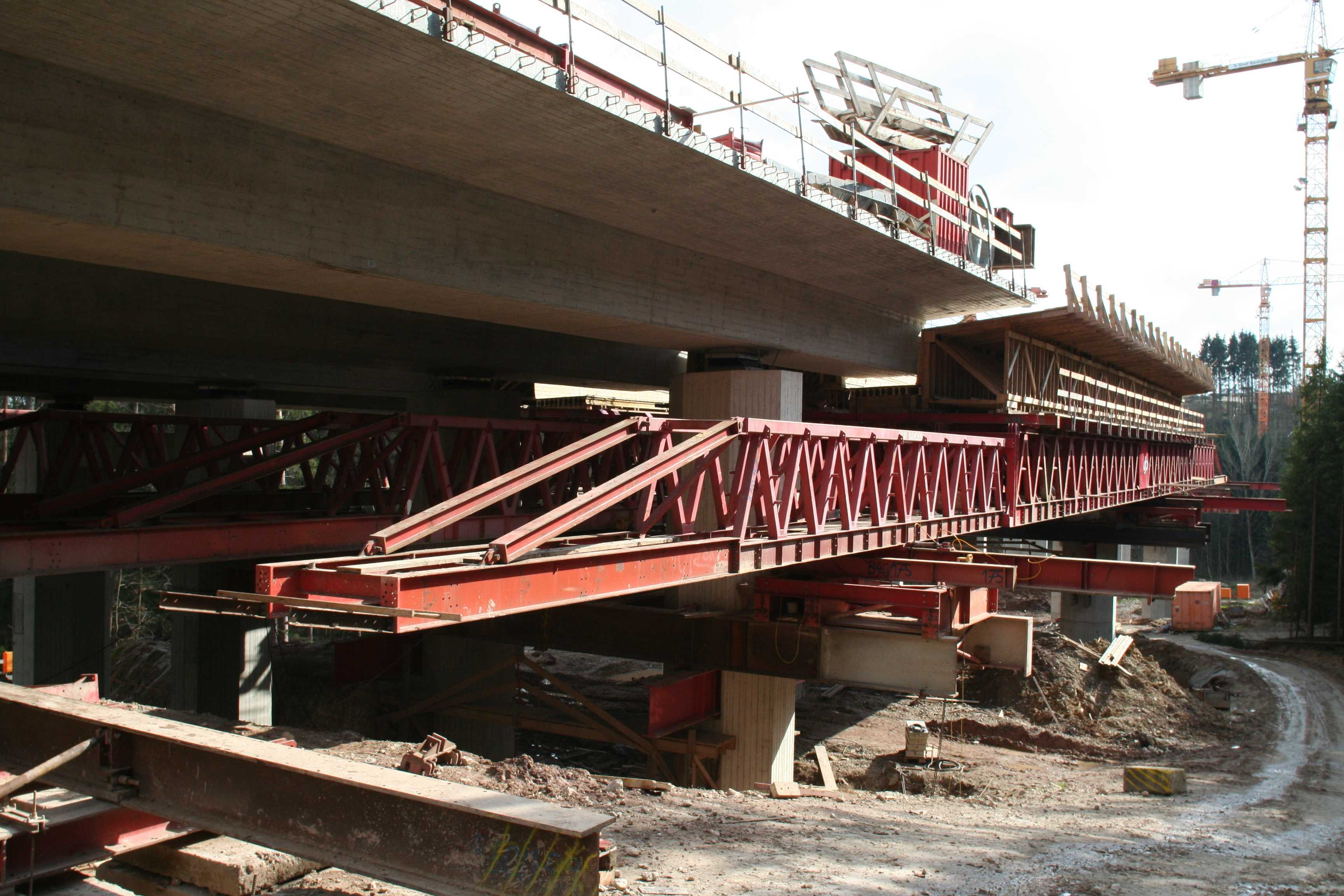
Vorschubrüstung mit abgesenkter Schalkonstruktion

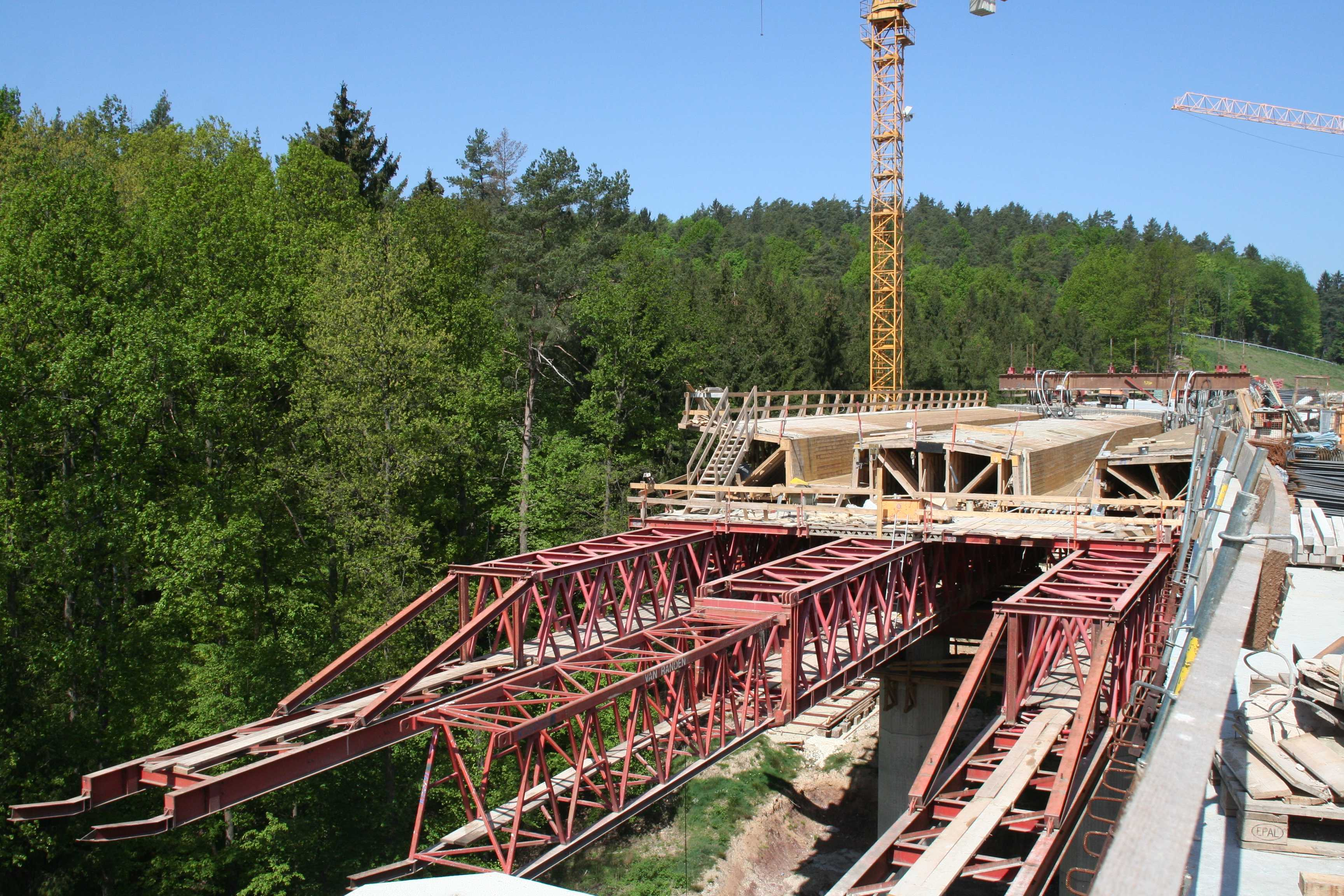
Dreiröhrige Vorschubrüstung mit untenliegender Rüstung

Eine Vorschubrüstung, auch Vorschubgerüst genannt, wird zur abschnittsweisen Herstellung des Überbaus langer Spannbetonbrücken verwendet. Dieses Bauverfahren wurde 1959 erstmals in Deutschland angewendet: das Unternehmen Strabag baute so die Kettiger Hangbrücke (B9 zwischen Andernach und Koblenz). Bei der nicht weit entfernten, von 1961 bis 1964 von Hans Wittfoht und Polensky & Zöllner geplanten Krahnenbergbrücke wurde die Konstruktion zu einem Einphasen-Vorschubgerüst ohne besondere Vorbauträger weiterentwickelt; es war Vorbild für zahlreiche weitere Varianten.
Das freispannende Lehrgerüst besteht meist aus hydraulisch verschiebbaren Stahlrüstträgern (heute meist Fachwerkbinder), die ein ganzes Brückenfeld unterstützungsfrei überspannen. Hinten ist zusätzlich ein Nachläufer und vorne ein Vorbauschnabel vorhanden, damit die Rüstung während des Verschiebens immer auf zwei Pfeilern gelagert ist. Die Längsträger können oberhalb des herzustellenden Überbaus angeordnet sein. Bei dieser Variante ist das Schalungsgerüst am Hauptträger angehängt und muss zum  Verschieben aufgeklappt werden, um die Pfeiler passieren zu können. Es ist aber auch möglich, dass die Stahlrüstträger unterhalb oder beim Plattenbalken seitlich vom Überbau liegen, wobei die Schalungskonstruktion aufliegt. Dann muss die Schalung abgesenkt, getrennt und querverschoben werden, um beim Längsverschub nicht mit den Pfeilern zu kollidieren.
Die Vorschubrüstung stützt sich bei hohen Pfeilern meist auf diesen direkt ab, beispielsweise mit Auflagerkonsolen. Bei niedrigen Pfeilern können auch Lasttürme zum Einsatz kommen.
Bei diesem Bauverfahren wird der Brückenüberbau vor Ort betoniert. Nach dem Erhärten des Betons wird die Schalkonstruktion abgesenkt und die Vorschubrüstung um einen Herstellungstakt, meist ein Feld, verschoben. Eine Vorschubrüstung kommt vor allem bei langen Brückenkonstruktionen zum Einsatz, wo das Taktschiebeverfahren nicht möglich oder unwirtschaftlich ist. Dies sind unter anderem Spannbetonbrücken mit stark veränderlichen Querschnitten, wie beispielsweise Vouten.
Als Vorschubgerüst kam bei großen Spannweiten und langen Überbauten, wie erstmals bei der Rombachtalbrücke, auch schon ein Spannbetontrog mit einem stählernen Vorbauschnabel zur Anwendung, der nach Fertigstellung der Brücke abgebrochen wurde. Alternativ wurden bei der Talbrücke Kassemühle nur die Längsträger aus Spannbeton hergestellt.
Vorschubgerüste kommen auch bei der in Frankreich in den Jahren 1963 bis 1966 entwickelten  Herstellung des Überbaus aus vorgefertigten Segmenten zur Anwendung.